# Connecticut Trolley Museum

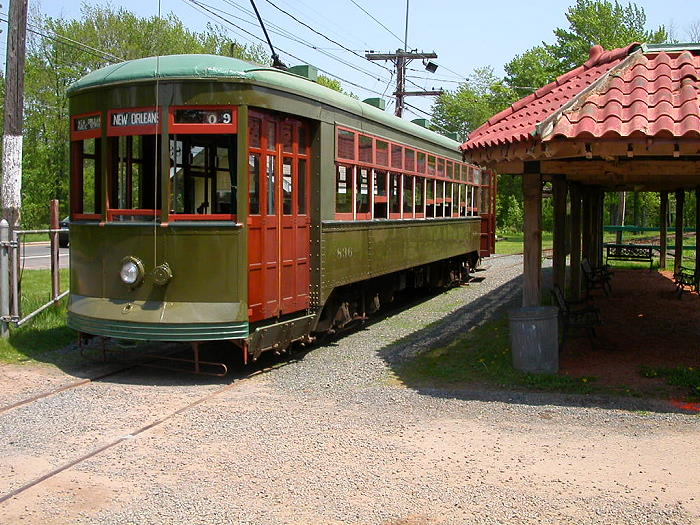
Ein New Orleans Streetcar.

Das Connecticut Trolley Museum ist das älteste eingetragene Museum für elektrische Straßenbahnen in den Vereinigten Staaten. Es wurde 1940 gegründet.
Das Museum befindet sich in East Windsor, Connecticut, und ist von April bis Dezember geöffnet. Die Ausstellung umfasst sowohl einzelne Wagen als auch Fahrvorführungen und bietet auch Führungen an.
Im selben Gelände ist das Connecticut Fire Museum untergebracht, das Feuerwehrgeräte und Einsatzfahrzeuge zeigt. Dieses wurde 1975 eröffnet.

## Heritage Railroad
Das Museum unterhält eine 1,5 mi (2,4 km)-lange Heritage Railroad auf der Trasse der ehemaligen Bahnstrecke der Hartford Springfield Street Railway Company (Rockville Branch). Die Rockville Branch-Linie begann am Main Fish Market und verlief über 17,5 mi (28,2 km) nach Rockville, Connecticut. Die Linie beförderte Arbeiter, Schüler, aber auch einige Touristen. Die Interurban Cars nahmen kürzere Strecken und konnten mehr Menschen fassen, als die wenigen Busse zu der Zeit. Die Linie hielt auch am Piney Ridge, einem Freizeitpark zwischen Broad Brook und East Windsor. Die meisten Bahngesellschaften errichteten Vergnügungsparks wie Piney Ridge, um ein Einkommen für den Tag zu generieren, an dem niemand zur Arbeit musste, für Sonntag. In Piney Ridge gab es eine große Orgel, einen Tanzboden auf Federn der Straßenbahnwagen und ein Baseballfeld. Leider wurde die Bahn stillgelegt, als Hartford und Springfield in finanzielle Schwierigkeiten gerieten. Die Straßenbahnwaggongs wurden nach Piney Ridge gebracht und verschrottet. 1926 war die Trasse verschwunden.
14 Jahre später gründete sich die Connecticut Electric Railway Association und begann, Fahrdienstleistungen anzubieten. Heute werden auf den Resten der historischen Trasse mehrere Fahrten täglich angeboten.

## Exponate

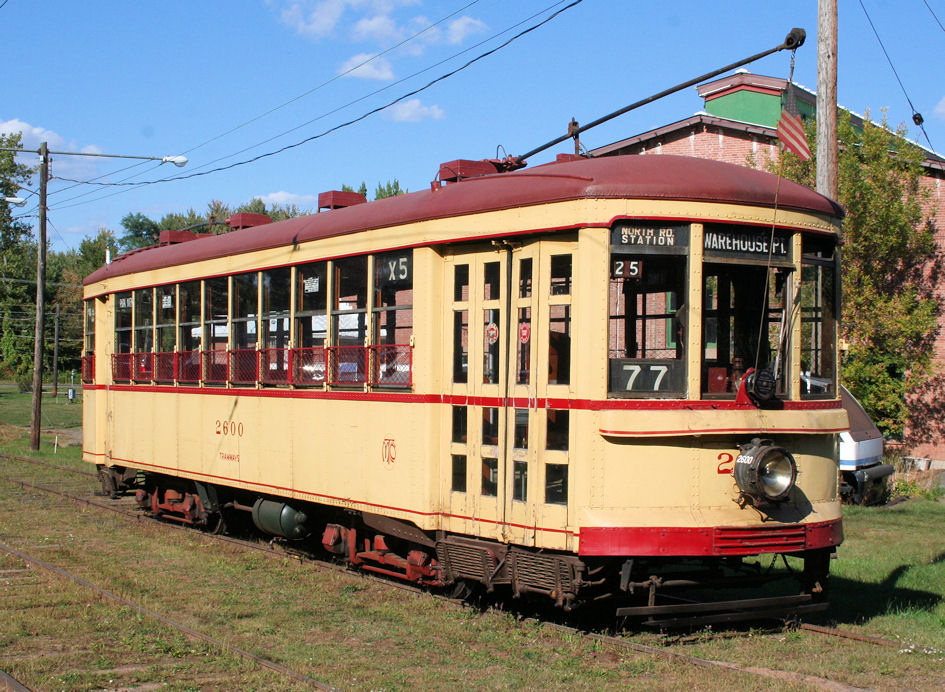
Eine kanadischer Car & Foundry Double Truck von 1929

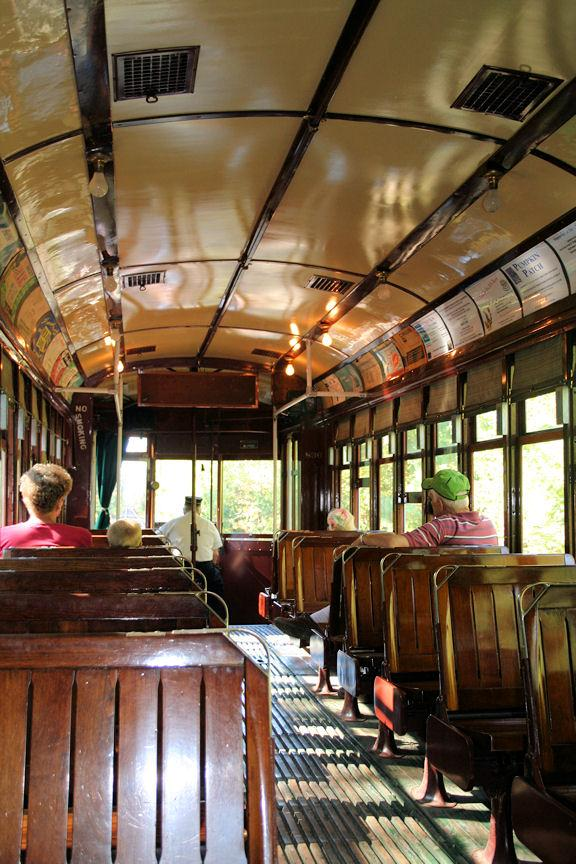
Inneneinrichtung einer Straßenbahn.

Folgende funktionsfähige Wagen werden auf der Strecke betrieben:
- Montreal Tramways Car (4 & 2600)
- Springfield Terminal, Combine Car 16
- Illinois Terminal Railroad, PCC Car 451
- New Orleans Public Service, Car 836
- Fair Haven and Westville Railroad, Car 355
- Boston Elevated Railway, Type 5 Car 5645
- Connecticut Company, Car 1326
- Connecticut Company, Car 3001
- Nassau (New York) Electric Railway, Car 169

In der Haupthalle erklärt eine Ausstellung die Entwicklungen der damaligen Zeit und den Einfluss der Straßenbahnen auf die Gesellschaft.
Im Visitor Center stehen zusätzlich einige Wagen, die nicht mehr betrieben werden:
- Northern Ohio Traction and Light, Parlor Car 1500
- Springfield Electric Railway combine, Car 10
- Five Mile Beach Electric Railway, Car 36
- Ponemah Mills Locomotive 1386
- Shaker Heights Rapid Transit, Car 1201
- Connecticut Company, Car 65
- Montreal Tramways, Car 2056
- Fair Haven and Westville, Car 154

Fire Museum
- REO pumper, Lost Acres (Granby) Fire Department, 1923
- American LaFrance pumper, Hartsdale, New York, 1926
- Mack pumper, Willimantic and West Willington, 1927
- American LaFrance, Hartford, 1928
- Ahrens-Fox pumper, Auburn, Maine, 1929
- Maxim hose wagon, Gilford, Wallingford, Meriden and Torrington, 1930
- GMC/LaFrance pumper, Bloomfield, 1931
- Seagrave 85' aerial ladder truck, Springfield, Massachusetts, 1934
- Mack pumper, West Springfield, Mass. and North Thompsonville, 1936
- Ahrens-Fox pumper, Stafford Springs, 1937
- Ford/LaFrance pumper, New Hartford, 1941
- GMC/Sealand airport crash truck, Pratt & Whitney Aircraft East Hartford plant and Brainard Airport, Hartford, 1942
- Seagrave pumper, Jewett City and United Nuclear Montville, 1945
- Mack pumper, Hingham, Massachusetts, 1947
- American-LaFrance 75' aerial ladder truck, East Hartford, and Warehouse Point, 1948
- Walter airport crash truck, Pratt & Whitney Aircraft, East Hartford, 1967
- American-LaFrance pumper, Ellington, 1975
- GMC airport crash truck, Pratt & Whitney Aircraft East Hartford, 1983

## Adresse
58 North Road
East Windsor, Connecticut